# Tênis de mesa nos Jogos da Lusofonia de 2006 - Simples masculino
O torneio de simples masculino do tênis de mesa nos Jogos da Lusofonia de 2006 ocorreu na Nave Desportiva dos Jogos da Ásia Oriental de Macau.

## Medalhistas
| Ouro   | Ricardo Oliveira         |
| Prata  | André da Silva           |
| Bronze | Ivo Silva Ricardo Kojima |

## Resultados

### Primeira fase

#### Grupo A
| Atleta          | Pts | J | V | D | PF | PS |
| --------------- | --- | - | - | - | -- | -- |
| Kin Wa Leong    | 4   | 2 | 2 | 0 | 6  | 0  |
| Reagan Pinto    | 3   | 2 | 1 | 1 | 4  | 3  |
| Araujo da Silva | 2   | 2 | 0 | 2 | 0  | 6  |

#### Grupo B
| Atleta              | Pts | J | V | D | PF | PS |
| ------------------- | --- | - | - | - | -- | -- |
| André da Silva      | 6   | 3 | 3 | 0 | 9  | 0  |
| Humberto Manhani    | 5   | 3 | 2 | 1 | 6  | 4  |
| Noel Noronha        | 4   | 3 | 1 | 2 | 4  | 9  |
| Constancio da Silva | 3   | 3 | 0 | 3 | 0  | 9  |

#### Grupo C
| Atleta           | Pts | J | V | D | PF | PS |
| ---------------- | --- | - | - | - | -- | -- |
| Ricardo Kojima   | 6   | 3 | 3 | 0 | 9  | 3  |
| Ricardo Oliveira | 5   | 3 | 2 | 1 | 8  | 3  |
| Wing Lung Ho     | 4   | 3 | 1 | 2 | 4  | 6  |
| Narayan Ghantker | 3   | 3 | 0 | 3 | 0  | 9  |

#### Grupo D
| Atleta                | Pts | J | V | D | PF | PS |
| --------------------- | --- | - | - | - | -- | -- |
| Ivo Silva             | 6   | 3 | 3 | 0 | 9  | 1  |
| Chi Yung Cheong       | 5   | 3 | 2 | 1 | 6  | 5  |
| Eric Mancini          | 4   | 3 | 1 | 2 | 6  | 6  |
| António Soares Xavier | 3   | 3 | 0 | 3 | 0  | 9  |

### Fase eliminatória
|  | Quartas-de-final | Quartas-de-final | Quartas-de-final |                |                  | Semifinal        | Semifinal | Semifinal |  |  | Final | Final | Final |  |
|  |                  |                  |                  |                |                  |                  |           |           |  |  |       |       |       |  |
|  | Kin Wa Leong     | Kin Wa Leong     | 2                |                |                  |                  |           |           |  |  |       |       |       |  |
|  | Kin Wa Leong     | Kin Wa Leong     | 2                |                |                  |                  |           |           |  |  |       |       |       |  |
|  | Ricardo Oliveira | Ricardo Oliveira | 4                |                |                  |                  |           |           |  |  |       |       |       |  |
|  | Ricardo Oliveira | Ricardo Oliveira | 4                |                | Ricardo Oliveira | Ricardo Oliveira | 4         |           |  |  |       |       |       |  |
|  |                  |                  |                  |                | Ricardo Oliveira | Ricardo Oliveira | 4         |           |  |  |       |       |       |  |
|  |                  |                  | Ivo Silva        | Ivo Silva      | 1                |                  |           |           |  |  |       |       |       |  |
|  | Humberto Manhani | Humberto Manhani | Ivo Silva        | Ivo Silva      | 1                | 0                |           |           |  |  |       |       |       |  |
|  | Humberto Manhani | Humberto Manhani |                  |                |                  |                  |           |           |  |  |       |       |       |  |
|  | Ivo Silva        | Ivo Silva        | 4                |                |                  |                  |           |           |  |  |       |       |       |  |
|  | Ivo Silva        | Ivo Silva        | 4                |                | Ricardo Oliveira | Ricardo Oliveira | 4         |           |  |  |       |       |       |  |
|  |                  |                  |                  |                |                  |                  |           |           |  |  |       |       |       |  |
|  |                  |                  | André da Silva   | André da Silva | 1                |                  |           |           |  |  |       |       |       |  |
|  | Ricardo Kojima   | Ricardo Kojima   | André da Silva   | André da Silva | 1                | 4                |           |           |  |  |       |       |       |  |
|  | Ricardo Kojima   | Ricardo Kojima   |                  |                |                  |                  |           |           |  |  |       |       |       |  |
|  | Chi Yung Cheong  | Chi Yung Cheong  | 2                |                |                  |                  |           |           |  |  |       |       |       |  |
|  | Chi Yung Cheong  | Chi Yung Cheong  | 2                |                | Ricardo Kojima   | Ricardo Kojima   | 0         |           |  |  |       |       |       |  |
|  |                  |                  |                  |                | Ricardo Kojima   | Ricardo Kojima   | 0         |           |  |  |       |       |       |  |
|  |                  |                  | André da Silva   | André da Silva | 4                |                  |           |           |  |  |       |       |       |  |
|  | Reagan Pinto     | Reagan Pinto     | André da Silva   | André da Silva | 4                | 0                |           |           |  |  |       |       |       |  |
|  | Reagan Pinto     | Reagan Pinto     |                  |                |                  |                  |           |           |  |  |       |       |       |  |
|  | André da Silva   | André da Silva   | 4                |                |                  |                  |           |           |  |  |       |       |       |  |